# Cima Piazzi
La Cima Piazzi (detta anche Cima de' Piazzi), è un gruppo montuoso delle Alpi Retiche occidentali (Alpi di Livigno), che deve il suo nome al famoso astronomo matematico sacerdote valtellinese Giuseppe Piazzi, situata nel comune di Valdidentro. La vetta omonima, con i suoi 3440 m s.l.m., è la più alta del gruppo (è anche famosa in tutta Italia perché dalla sua vetta sgorga la famosa acqua Levissima).

## Toponimo
Sembra che il suo nome derivi da quello di una famiglia della Valtellina che deteneva i diritti di pascolo sui prati alle pendici del monte. Nonostante questo, in una pergamena del 1547, conservata nell'archivio comunale di Grosio, la vetta viene indicata con il nome Corno di Pozi.

## Principali vette e accessi

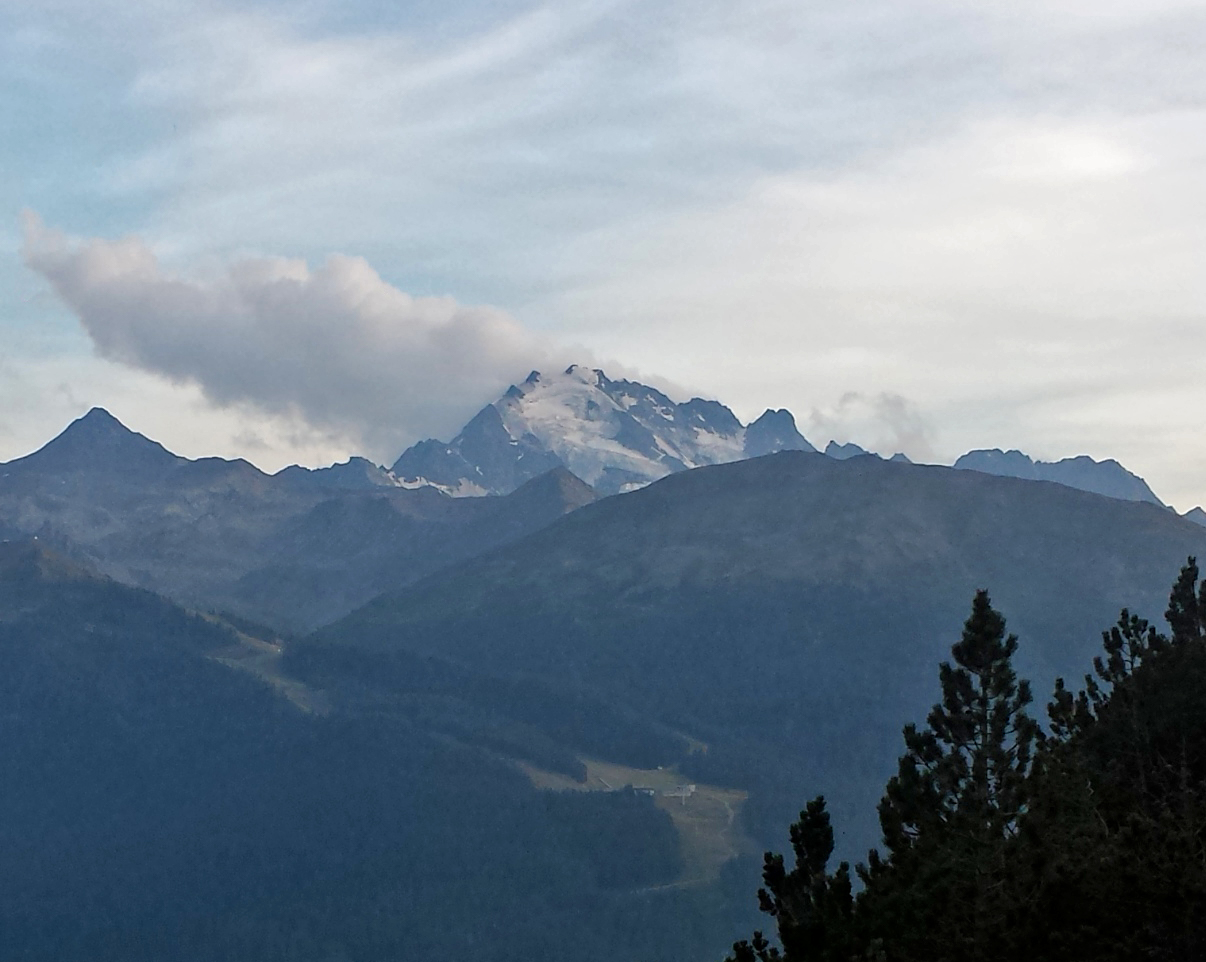
Veduta della Cima Piazzi dalle Torri di Fraele

È una meta molto ambita dagli scialpinisti e dagli alpinisti; per le sue vette infatti esistono e sono pubblicizzati diversi itinerari:
- Corno San Colombano (3022 m), su un sentiero che segue il tracciato Impianti Isolaccia - Val Bocciana (seguendo i pendii del monte Masucco) - Valle di San Colombano - Spalla nord - Cima San Colombano. Il dislivello della salita è 800 metri, richiedendo un tempo di 2 ore e 30 minuti circa.
- Monte Rinalpi (3009 m), percorso Isolaccia - Baite di Pezzel - Madonna di Presedont - Val Lia - Malga Boron - Cima Rinalpi, 1650 metri di dislivello, tempo stimato di 5 ore.
- Cima Piazzi (3440 m), con tracciato Isolaccia - Baite di Pezzel - Madonna di Presedont - Val Lia - Malga Boron - Bivacco Cantoni - Vedretta della Piazzi - Spigolo nord - Cima Piazzi, dislivello di 2000 metri, che si coprono in 6 ore.
- Pizzo Dosdè (3280 m); si sale per Arnoga - Val Viola - Baite di Altumeira - Alpe Dosdè - Val Cantone - Ghiacciaio Dosdè - Cima Dosdè. In tutto sono 1450 metri di dislivello, tempo di 4.30 ore.
- Cima Lago Spalmo (3292 m), tracciato Arnoga - Val Viola - Baite di Altumeira - Alpe Dosdè - Ghiacciaio occidentale di Dosdè - Cima di Lago Spalmo, con dislivello 1400 metri e tempo di ascensione di 4 ore.
- Cima di Saoseo (3265 m), dove si sale per Arnoga - Val Viola - Baite di Altumeira - Alpe Dosdè - Val Cantone - Vedretta Val Viola - Cima Saoseo, su un dislivello di 1400 metri, coperti in 4 ore.

## Rifugi e bivacchi
Per raggiungere la cima Piazzi sono stati costruiti negli anni diversi bivacchi di sosta. Uno di questi è il Bivacco Paolo Ferrario, situato a 2340 m in val Cardonè, accessibile da Isolaccia. Venne costruito nel 1956, il più antico dopo il Bivacco Meneghello, realizzato quattro anni prima, per volere del CAI. La sezione di Dervio infatti lo volle per facilitare l'ascesa della cima, dedicandolo al tenente Paolo Ferrario. Il bivacco originale, a causa della poca cura di proprietà e turisti, cadde in degrado negli anni ottanta e nel 1988 venne sostituito da un prefabbricato in lamiera.
Un altro rifugio importante è il Bivacco Maurilio Cantoni, che si trova ad un'altitudine di 2625 m s.l.m. Si trova fra la val Lia e la val Cardonnè, raggiungibile dall'alpe Borron. In questo luogo venne edificato nel 1980 dal CAI di Bormio, che volle commemorare l'alpinista Maurilio Cantoni, che morì nel 1978 a causa di una valanga durante la discesa dalla Cima Piazzi. È uno dei bivacchi più confortevoli di tutte le Alpi, nonostante ovviamente tutto sia relativo alla situazione e alla posizione. D'inverno il bivacco si può raggiungere solo con determinate condizioni di stabilità del manto nevoso. È un punto fondamentale di appoggio per la salita alla Cima Piazzi nello sci-alpinismo.